# Marina Comas
Marina Comas Oller (Santa María de Besora, Barcelona, 1 de septiembre de 1996) es una actriz española. Ha sido ganadora del Premio Goya a la mejor actriz revelación, así como el Gaudí a la mejor actriz secundaria, por su papel en su primera película, Pan negro (Pa negre).

## Biografía
Debutó a los 14 años en la película Pan negro (Pa negre). Gracias a ese papel ganó el Goya a la mejor actriz revelación y el Gaudí a la mejor actriz secundaria. En 2011 participó en la película Terra baixa. Recientemente, ha protagonizado junto a Àlex Monner y Albert Baró, la película Los niños salvajes (Els nens salvatges) de Patricia Ferreira, ganadora de la Biznaga de Oro a la mejor película en el festival de cine de Málaga.

## Filmografía
| Año  | Película                                | Personaje | Director          |
| ---- | --------------------------------------- | --------- | ----------------- |
| 2014 | El café de la Marina                    | Rosa      | Silvia Munt       |
| 2013 | Canguro (corto)                         | Laura     | Pau Cabarrocas    |
| 2012 | Los niños salvajes (Els nens salvatges) | Oki       | Patricia Ferreira |
| 2011 | Rem (corto)                             | Alicia    | Javier Ferreiro   |
| 2010 | Pan negro (Pa negre)                    | Núria     | Agustí Villaronga |

## Televisión
| Año  | Serie          | Personaje | Cadena              |
| ---- | -------------- | --------- | ------------------- |
| 2014 | La Riera       | Candela   | TV3                 |
| 2013 | Pulseras rojas | Nuria     | TV3, TNT y Antena 3 |
| 2011 | Terra Baixa    | Nuri      | TV3                 |

## Premios
PREMIOS GOYA
| Año  | Categoría               | Película             | Resultado |
| ---- | ----------------------- | -------------------- | --------- |
| 2011 | Mejor actriz revelación | Pan negro (Pa negre) | Ganadora  |

PREMIOS GAUDÍ
| Año  | Categoría                 | Película                                | Resultado |
| ---- | ------------------------- | --------------------------------------- | --------- |
| 2013 | Mejor actriz protagonista | Los niños salvajes (Els nens salvatges) | Nominada  |
| 2011 | Mejor actriz secundaria   | Pan negro (Pa negre)                    | Ganadora  |